# Siedemdziesiąt dwie litery
Siedemdziesiąt dwie litery (2010) – zbiór wielokrotnie nagradzanych opowiadań autorstwa Teda Chianga, wydany w Polsce w 2010 r. przez Wydawnictwo Solaris w przekładzie Agnieszki Sylwanowicz, Michała Jakuszewskiego, Dariusza Kopocińskiego i Jolanty Pers. Kolekcja jest poszerzoną wersją zbioru Historia twojego życia (Solaris, 2006).
Opowiadanie Historia twojego życia zostało zekranizowane pod przez Denisa Villeneuve’a pod tytułem Nowy początek.

## Spis opowiadań
- Wieża Babilonu (Tower of Babylon, Nebula 1990)
- Zrozum (Understand, 1991)
- Dzielenie przez zero (Division by Zero, 1991)
- Historia twojego życia (Story of Your Life, Nebula 1999, Theodore Sturgeon Award 1999)
- Siedemdziesiąt dwie litery (Seventy-Two Letters, Nagroda Sidewise 2000)
- Ewolucja ludzkiej nauki (The Evolution of Human Science, 2000)
- Piekło to nieobecność Boga (Hell Is the Absence of God, Nebula 2002, Hugo 2002, Nagroda Locusa 2002)
- Co ma cieszyć oczy (Liking What You See: A Documentary, 2002)
- Co z nami będzie (What's Expected of Us, 2005)
- Kupiec i wrota alchemika (The Merchant and the Alchemist’s Gate, Hugo 2008, Nebula 2007)
- Wydech (Exhalation, Hugo 2009, Locus 2009, Nagroda BSFA 2009)